# Kemar Bailey-Cole
Kemar Bailey-Cole (ur. 10 stycznia 1992 w Spanish Town) – jamajski lekkoatleta specjalizujący się w biegach sprinterskich, złoty medalista igrzysk olimpijskich z Londynu (2012) i Rio de Janeiro (2016).
W 2012 zajął 5. miejsce w biegu na 100 m podczas mistrzostw Jamajki, dzięki czemu znalazł się w sztafecie 4 × 100 metrów, która biegła w eliminacjach igrzysk olimpijskich w Londynie. Bailey-Cole nie biegł w finale tej konkurencji, a jego koledzy z reprezentacji zajęli 1. miejsce, ustanawiając przy okazji nowy rekord świata. W 2013 zdobył złoto w sztafecie 4 × 100 metrów na mistrzostwach świata w Moskwie, a indywidualnie był czwarty na dystansie 100 metrów. Podwójny złoty medalista igrzysk Wspólnoty Narodów (2014). Reprezentant kraju w IAAF World Relays. Ponownie został mistrzem olimpijskim, biegnąc w eliminacjach sztafety 4 × 100 metrów na igrzyskach olimpijskich w 2016 w Rio de Janeiro.

## Osiągnięcia
- złoty medal igrzysk olimpijskich w sztafecie 4 × 100 m (Londyn 2012) – eliminacje
- złoty medal igrzysk olimpijskich w sztafecie 4 × 100 m (Rio de Janeiro 2016) – eliminacje
- półfinalista mistrzostw świata juniorów młodszych w biegu na 100 i 200 m (Bressanone 2009)
- złoto w sztafecie 4 × 100 metrów oraz 4. miejsce w biegu na 100 metrów podczas mistrzostw świata (Moskwa 2013)
- złoto w sztafecie 4 × 100 metrów podczas IAAF World Relays (Nassau 2014)
- złoto w biegu na 100 metrów oraz w sztafecie 4 × 100 metrów podczas igrzysk Wspólnoty Narodów (Glasgow 2014)
- wielokrotny medalista CARIFTA Games

## Rekordy życiowe
- Bieg na 100 metrów – 9,92 (24 lipca 2015, Londyn)
- Bieg na 200 metrów – 20,66 (14 marca 2015, Kingston)